# Rhinobatos petiti
Rhinobatos petiti es una especie de peces de la familia Rhinobatidae en el orden de los Rajiformes.

## Reproducción
Es ovíparo].

## Distribución geográfica
Se encuentra en la costa oeste de Madagascar.